# Witches of Venice
Witches of Venice est un ballet pour enfants composé en 1995 par Philip Glass, sur un livret de l'écrivain et illustrateur Beni Montresor (1926-2001), tiré de son conte éponyme paru en 1963, et avec une chorégraphie de Mauro Bigonzetti. Commande de La Scala de Milan, la première mondiale a eu lieu le 12 décembre 1995,, mais avec la musique et les voix préalablement enregistrées et restituées en Dolby Stereo.
L’œuvre est jouée en version acoustique, avec un nouvel arrangement et le livret original modifié par des textes de l'écrivain Vincenzo Cerami,, à l’Auditorium Parco della Musica (salle Petrassi) de Rome, le 5 décembre 2009 sous la direction de Tonino Battista. Elle est ensuite reprise au Théâtre Dante Alighieri de Ravenne le 26 mars 2011 et au Het Muziektheater d’Amsterdam, chantée en néerlandais (sous le titre De heksen van Venetië), à partir du 16 avril 2011 pour la première hors d'Italie.

## Personnages
| Rôle                | Type de voix    | Distribution à la création, 12 décembre 1995 (Pas d'orchestre)        |
| ------------------- | --------------- | --------------------------------------------------------------------- |
| Il re               | bariton         | Camillo Di Pompo                                                      |
| La regina           | muet (danseuse) | Ornella Costalonga                                                    |
| Pianta bambino      | soprano         | Roberto Curti                                                         |
| La cameriera        | mezzo-soprano   | Annamaria Grossi                                                      |
| La strega Baby Doll | muet (danseuse) | Elisabetta Armiato                                                    |
| La fata principale  | soprano         | Isabel Seabra                                                         |
| Strega madre        | soprano         | Carla Fracci                                                          |
| 4 scheletri         | muet (danseurs) | Vittorio D’Amato Michele Villanova Maurizio Vanadia Matteo Buongiorno |
| Orco                | basse           | Paul Haughtaling                                                      |
| Fate                | 2 sopranos      | Elizabeth Cassandra Hoffman Alexandra Montano                         |
| Coro                |                 | St Thomas Boys Choir                                                  |

## Structure
1. The Lagoon
2. The Philosophers Have Arrived
3. No Solution
4. The Fairies
5. Life Is Hard
6. I'm Not A Fool
7. The Plant-Boy's Song
8. The Witches Rush In
9. The Wind Blows
10. The Witches Palace
11. Inside The Palace
12. Ghosts And Skeletons!
13. The Ogre
14. Ogre's Song
15. Plant-Boy Flees
16. Dance Of The Witches
17. Witch Mother
18. Gondolas Bringing Guests
19. Away, Pigeon, Away!
20. Plant-Boy's Tears
21. In The Chandelier
22. Glorious Escape!
23. A Happy Ending
24. Life Is Hard, A Good Red Wine

## Discographie
- The Philip Glass Ensemble, dirigé par Michael Riesman, enregistré en novembre 2006. Orange Mountain Music (2006).